# Wilsons sjukdom
Wilsons sjukdom eller hepatolentikulär degeneration är en sällsynt medfödd ärftlig åkomma där man har en bristande utsöndring av koppar i gallan, vilket leder till ackumulering av koppar i lever, hjärna och i korneas periferi. Kopparackumuleringen kan leda till organskador.
Sjukdomen är uppkallad efter den brittiska neurologen Samuel Kinnier Wilson.

## Klinisk bild
Wilsons sjukdom blir i de allra flesta fall symtomgivande mellan 5 och 40 års ålder. Leversymtom debuterar oftast före 25-årsåldern och kan variera från lätt förhöjda levervärden till svår leversvikt. Neurologiska och psykiska symtom dominerar vid diagnos hos äldre personer, men kan också debutera i tonåren.
Hemolytisk anemi kan ibland vara ett första tecken på Wilsons sjukdom.
Kayser-Fleischer-ringar i ögonen orsakas av kopparinlagring. De förekommer inte hos alla patienter och kan också ha andra orsaker.

## Diagnos
Mängden ceruloplasmin i blodet är låg i ungefär 90% av alla fall.

## Genetik
Orsaken till den störda kopparmetabolismen är en mutation i gen ATP7B på kromosom 13. En stor mängd olika mutationer i denna gen har identifierats vilka alla ger samma störning. Wilsons sjukdom är autosomalt recessiv vilket innebär att en muterad gen måste ärvas från båda föräldrarna. Detta sker med sannolikheten 25% om båda föräldrarna är bärare. En person som är bärare av bara en muterad gen utvecklar inte sjukdomen.

## Epidemiologi
Förekomsten brukar anges till ungefär 1/30.000.

## Prognos
Obehandlad leder sjukdomen till döden medan tidig behandling förebygger risken för organskador och symtom. Skador och symtom som redan har hunnit uppstå vid behandlingsstart är ofta reversibla men kan vara så långt gångna (till exempel levercirros) att separat behandling krävs för dessa.